# Taj Mahal (Bangladesch)

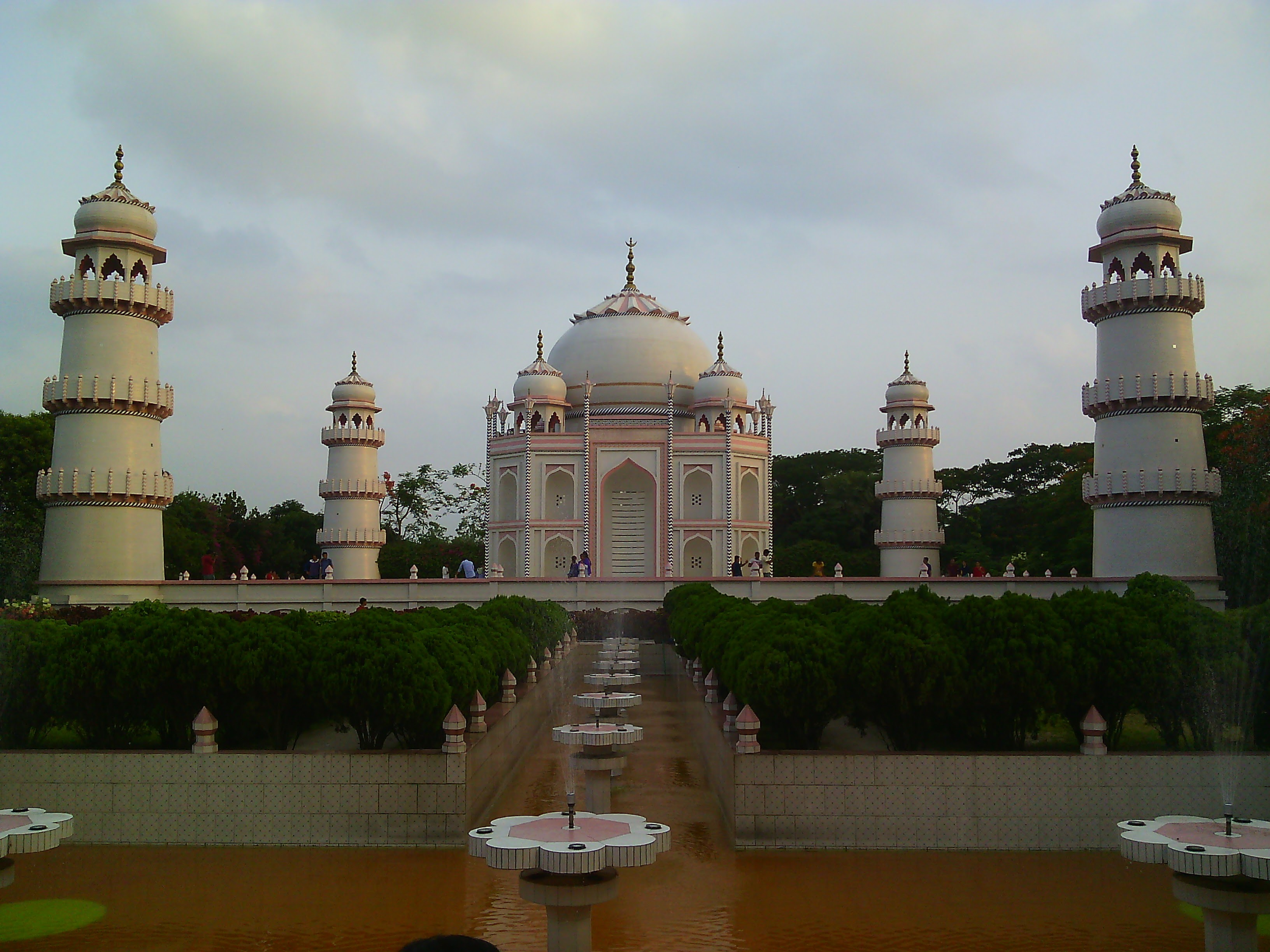
Taj Mahal in Bangladesch

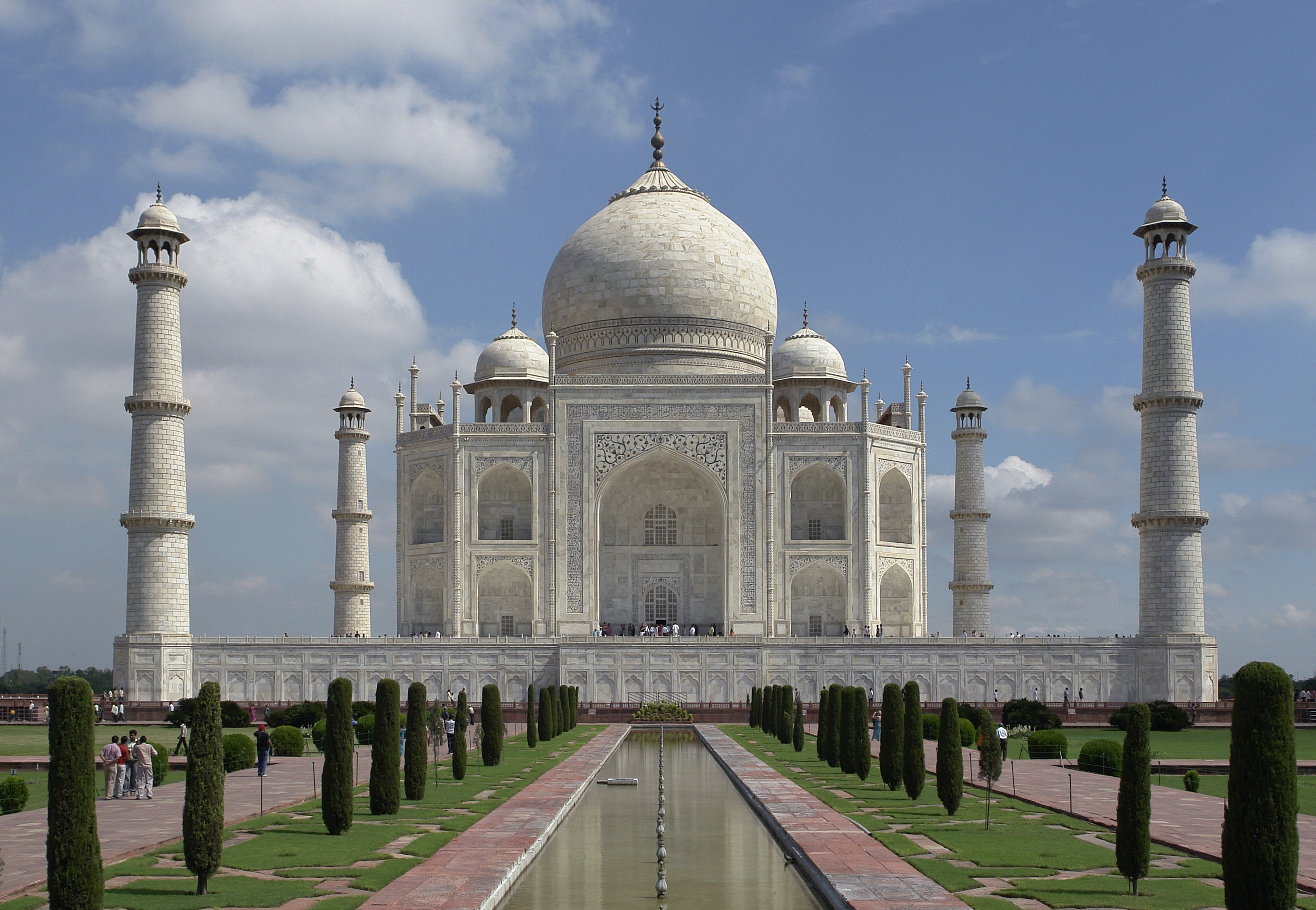
Original in Indien

Das Taj Mahal in Bangladesch (Banglar Taj Mahal) ist ein ungefährer verkleinerter Nachbau des gleichnamigen Mausoleums in Agra (Indien). Das Gebäude wurde von 2003 bis Ende 2008 errichtet und soll 58 Millionen US-Dollar gekostet haben. Sein Besitzer Ahsanullah Moni, ein reicher Filmproduzent, verbaute 160 Kilogramm Bronze für die Dachkuppel, ließ Marmor und Granit aus Italien sowie Diamanten aus Belgien importieren. Architekten und sechs Techniker aus Indien übertrugen die genauen Dimensionen des originalen Taj Mahals auf die Replik. Moni erklärte, er wolle den Armen seines Landes einen Blick auf das berühmte Monument ermöglichen.
Das Taj Mahal befindet sich etwa 16 Kilometer östlich von Dhaka an der Mahajampur Road und rund 10 Kilometer nördlich von Sonargaon.

## Anlass für das Bauprojekt
Der Bauherr Ahsanullah Moni verfolgte mit seinem Megaprojekt die Absicht, eine Publikums- und Tourismusattraktion nahe der Hauptstadt Dhaka zu schaffen und den in- und ausländischen Tourismus zu beleben, da Bangladesch bislang über sehr geringe Tourismuseinnahmen verfüge und laut Welttourismusorganisation nur 0,1 Prozent der Asien-Besucher Bangladesch besuchen. Der Gebäudekomplex steht auf einem 1,6 Hektar großen Areal und dient auch als Filmkulisse.

## Medienecho und ähnliche Projekte
Der Bau erregte Unmut in Indien. Es gab sogar offizielle Klagedrohungen wegen Eingriffs ins Copyright des originalen Taj Mahal, das allerdings mehr als 300 Jahre alt ist. Dessen Touristenzahlen könnten zurückgehen, so die Befürchtung. Das Vorhaben Monis erregte 2008/09 viel Aufsehen in der Öffentlichkeit.
Nachbauten dieser Größenordnung gibt es in einigen Ländern. Vom Pariser Eiffelturm stehen weltweit über 30 Nachbildungen. In Tianducheng, einem Vorort der chinesischen Großstadt Hangzhou, wurde neben dem Eiffelturm auch die Avenue des Champs Élysées nachgebaut. Eine Replik der Londoner Tower Bridge überspannt einen Fluss im Zentrum von Suzhou nahe Shanghai. In mehreren Ländern stehen Miniaturformate des Taj Mahal. Seit 2012 plant Dubai den Bau eines Taj Mahal in mehrfacher Größe als Geschäfts- und Freizeitzentrum namens Taj Arabia. Das Projekt wurde noch nicht realisiert. In Atlantic City ließ 1990 der damalige Eigentümer Donald Trump das Hotel und Spielcasino Trump Taj Mahal erbauen, dessen Name durch eine Anzahl Zwiebeltürme auf dem Dach begründet wurde. Seit der Insolvenz und dem Verkauf 2016 heißt der Gebäudekomplex unter den neuen Eigentümern Hard Rock Hotel & Casino Atlantic City.